# Kevin Feige
Kevin Feige, (/ˈfaɪɡiː/; FY-ghee; født 2. juni 1973) er en amerikansk filmproducer og formand for Marvel Studios.
De film, han har produceret, har samlet haft bruttoindtægter fra biografer på 21 milliarder amerikanske dollars.

## Filmproducer
På den første X-men film blev Feige gjort til assisterende producer på grund af hans viden om Marvel-Universet. Avi Arad var så imponeret, at han hyrede Feige til at arbejde som hans NR.2 på Marvel Studios . Feige blev udnævnt til president for produktion for Marvel Studios i Marts 2007.
I November 2012 blev det annonceret, at Feige ville modtage "Motion Picture Entertainer of the Year award" på ICG Publicists Guild Awards 22. februar, 2013. Formanden for prisudvalget, Henri Bollinger", sagde at Feiges forståelse og værdsættelse af reklame og markedsførings betydning for en films succes har ført til en perlerække af blockbuster film, baseret på Marvel tegneserier i løbet af de seneste 10 år." pr. April 2015, hans kontrakt med Marvel Studios udløber i 2018.

## Filmografi

### Film
| År   | Titel                                       | Noter                |
| ---- | ------------------------------------------- | -------------------- |
| 1997 | Volcano                                     | Production assistant |
| 1998 | You've Got Mail                             | Production assistant |
| 2000 | X-Men                                       | Associate producer   |
| 2002 | Spider-Man                                  | Associate producer   |
| 2003 | Daredevil                                   | Co-producer          |
| 2003 | X2                                          | Co-producer          |
| 2003 | Hulk                                        | Executive producer   |
| 2004 | The Punisher                                | Executive producer   |
| 2004 | Spider-Man 2                                | Executive producer   |
| 2005 | Elektra                                     | Co-producer          |
| 2005 | Man-Thing                                   | Executive producer   |
| 2005 | Fantastic Four                              | Executive producer   |
| 2006 | X-Men: The Last Stand                       | Executive producer   |
| 2007 | Spider-Man 3                                | Executive producer   |
| 2007 | Fantastic Four: Rise of the Silver Surfer   | Executive producer   |
| 2008 | Next Avengers: Heroes of Tomorrow           | Executive producer   |
| 2008 | Punisher: War Zone                          | Executive producer   |
| 2008 | Iron Man                                    |                      |
| 2008 | The Incredible Hulk                         |                      |
| 2009 | Hulk Versus                                 | Executive producer   |
| 2010 | Iron Man 2                                  |                      |
| 2011 | Thor                                        |                      |
| 2011 | Captain America: The First Avenger          |                      |
| 2011 | Thor: Tales of Asgard                       | Executive producer   |
| 2012 | The Amazing Spider-Man                      | Executive producer   |
| 2012 | The Avengers                                |                      |
| 2013 | Iron Man 3                                  |                      |
| 2013 | Thor: The Dark World                        |                      |
| 2014 | Captain America: The Winter Soldier         |                      |
| 2014 | Guardians of the Galaxy                     |                      |
| 2015 | Avengers: Age of Ultron                     |                      |
| 2015 | Ant-Man                                     |                      |
| 2016 | Captain America: Civil War                  |                      |
| 2016 | Doctor Strange                              |                      |
| 2017 | Guardians of the Galaxy Vol. 2              |                      |
| 2017 | Spider-Man: Homecoming                      |                      |
| 2017 | Thor: Ragnarok                              |                      |
| 2018 | Black Panther                               |                      |
| 2018 | Avengers: Infinity War                      |                      |
| 2018 | Ant-Man and the Wasp                        |                      |
| 2019 | Captain Marvel                              |                      |
| 2019 | Avengers: Endgame                           |                      |
| 2019 | Spider-Man: Far From Home                   |                      |
| 2021 | Black Widow                                 |                      |
| 2021 | Shang-Chi and the Legend of the Ten Rings   |                      |
| 2021 | Eternals                                    |                      |
| 2021 | Spider-Man: No Way Home                     |                      |
| 2022 | Doctor Strange in the Multiverse of Madness |                      |
| 2022 | Thor: Love and Thunder                      |                      |
| 2022 | Black Panther: Wakanda Forever              |                      |
| 2023 | Ant-Man and the Wasp: Quantumania           |                      |
| 2023 | Guardians of the Galaxy Vol. 3              |                      |
| 2023 | The Marvels                                 |                      |
| 2024 | Deadpool & Wolverine                        |                      |
| 2025 | Skabelon:Pending film                       | Post-production      |
| 2025 | Skabelon:Pending film                       | Post-production      |
| 2025 | Skabelon:Pending film                       | Filming              |

Skabelon:Pending films key

### Tv
| År           | Titel                                       | Noter                                                    |
| ------------ | ------------------------------------------- | -------------------------------------------------------- |
| 2009         | Wolverine and the X-Men                     | 26 episodes                                              |
| 2009–2012    | Iron Man: Armored Adventures                | 52 episodes                                              |
| 2015–2016    | Agent Carter                                | 18 episodes                                              |
| 2020         | The Simpsons                                | Stemme på Chinnos kun (Episode: "Bart the Bad Guy")      |
| 2021         | WandaVision                                 | 9 episodes                                               |
| 2021         | The Falcon and the Winter Soldier           | 6 episodes                                               |
| 2021–2023    | Loki                                        | 12 episodes                                              |
| 2021–present | What If...?                                 | 18 episodes; Renewed for a third and final season        |
| 2021         | Hawkeye                                     | 6 episodes                                               |
| 2022         | Moon Knight                                 | 6 episodes                                               |
| 2022         | Ms. Marvel                                  | 6 episodes                                               |
| 2022         | She-Hulk: Attorney at Law                   | 9 episodes                                               |
| 2022         | Werewolf by Night                           | Television special                                       |
| 2022         | The Guardians of the Galaxy Holiday Special | Television special                                       |
| 2023         | Secret Invasion                             | 6 episodes                                               |
| 2024         | Echo                                        | 5 episodes                                               |
| 2024–present | X-Men '97                                   | 10 episodes                                              |
| 2024         | Agatha All Along                            | 9 episodes                                               |
| 2024         | Skabelon:Pending series                     | 4 episodes; In production                                |
| 2024         | Skabelon:Pending series                     | In production                                            |
| 2025         | Skabelon:Pending series                     | 9 episodes; Post-production; Renewed for a second season |
| 2025         | Skabelon:Pending series                     | 6 episodes; Post-production                              |
| 2025         | Skabelon:Pending series                     | 10 episodes; Post-production                             |
| TBD          | Skabelon:Pending series                     | 4 episodes; In production                                |

Skabelon:Pending series key

### Kortfilm
| År      | Titel                                              | Noter                                                                 |
| ------- | -------------------------------------------------- | --------------------------------------------------------------------- |
| 2011    | The Consultant                                     | Marvel One-Shot film                                                  |
| 2011    | A Funny Thing Happened on the Way to Thor's Hammer | Marvel One-Shot film                                                  |
| 2012    | Item 47                                            | Marvel One-Shot film                                                  |
| 2013    | Agent Carter                                       | Marvel One-Shot film                                                  |
| 2014    | All Hail the King                                  | Marvel One-Shot film                                                  |
| 2016    | Team Thor                                          | Mockumentary film; co-produced with Taika Waititi and Brad Winderbaum |
| 2017    | Team Thor: Part 2                                  | Mockumentary film; co-produced with Taika Waititi and Brad Winderbaum |
| 2018    | Team Darryl                                        | Mockumentary film; co-produced with Taika Waititi and Brad Winderbaum |
| 2022–nu | I Am Groot                                         | 10-episode series                                                     |